# Аризона Вилиџ (Аризона)
Аризона Вилиџ (енгл. Arizona Village) насељено је место без административног статуса у америчкој савезној држави Аризона.

## Демографија
По попису из 2010. године број становника је 946, што је 595 (169,5%) становника више него 2000. године.
| Група             | 2000.      | 2010.       |
| Белци             | 9 (2,6%)   | 394 (41,6%) |
| Афроамериканци    | 1 (0,3%)   | 5 (0,5%)    |
| Азијати           | 0 (0,0%)   | 2 (0,2%)    |
| Хиспаноамериканци | 85 (24,2%) | 239 (25,3%) |
| Укупно            | 351        | 946         |